# Call of Duty: Warzone
Call of Duty: Warzone јесте бесплатна пуцачка видео-игра из првог лица за више играча коју су развили компаније Infinity Ward и Raven Software, а издао Activision 10. марта 2020. године за платформе PlayStation 4, Xbox One и Microsoft Windows. Warzone омогућава борбу између 150 играча, иако неки ограничени модови у игри омогућавају борбу и до 200 играча. Игра се одвија у измишљеном граду Верданск, који је заснован на украјинском граду Доњецк. Warzone је део универзума игара коме припадају Call of Duty: Modern Warfare и Call of Duty: Black Ops Cold War па је тако омогућен кросплеј (енгл. crossplay) између те три игре.
Игру истичу два главна мода: Plunder и Battle Royale. Warzone такође користи своју валуту у игри која се може користити у околини и у самом Верданску. При изласку, Warzone је омогућавао да један заједнички тим чине само три члана. Међутим, кроз неколико ажурирања, омогућено је да тимове чине један, два и четири играча.
Игра је уопштено добро прошла код критичара. Нарочито су похваљене игрине мапе. У мају 2020, Activision је објавио да је Warzone надмашио број од 60 милиона преузимања у прва два месеца након изласка.